# Angelokastro
Angelokastro es una unidad municipal de Grecia situada en la unidad periférica de Etolia-Acarnania, cerca de Agrinio. Anteriormente era un municipio fundado gracias al Plan Capodistrias que estuvo en funcionamiento desde 1999 hasta 2010, cuando se integró en el municipio de Agrinio por el Plan Calícrates. El censo de 2001 registró una población de 2765 habitantes en un área de 55 726 hectáreas. Constaba de las aldeas de Angelokastro, Kelisorrévmata y Lysimachia.

## Subdivisiones
- Unidad municipal de Angelokastro

Angelokastro
Estación de Angelokastro
- Unidad municipal de Kleisorrévmata

Kleisorrévmata
Agios Georgios
Brésiako
- Unidad municipal de Lysimachia

Lisimachia